# Décès en octobre 2003
Décès
- 1999
- 2000
- 2001
- 2002
- 2003
- 2004
- 2005
- 2006
- 2007

Pour une information complémentaire, voir la page d'aide.

| Date       | Nom                    | Activités                                                    | Âge | Source |
| ---------- | ---------------------- | ------------------------------------------------------------ | --- | ------ |
| 1 octobre  | Fernand Devlaminck     | footballeur français.                                        | 70  |        |
| 2 octobre  | Gunther Philipp        | acteur autrichien                                            | 85  |        |
| 3 octobre  | William Steig          | scénariste américain                                         | 95  |        |
| 4 octobre  | Antanas Rekašius       | compositeur lituanien                                        | 75  | (lt)   |
| 5 octobre  | Denis Quilley          | acteur britannique                                           | 76  |        |
| 5 octobre  | Timothy Treadwell      | écologiste américain                                         | 46  |        |
| 7 octobre  | Israel Asper           | avocat et homme d'affaires canadien                          | 71  |        |
| 9 octobre  | Justinas Bašinskas     | compositeur et pédagogue lituanien                           | 80  | (en)   |
| 9 octobre  | Theo van der Horst     | peintre, sculpteur, graphiste et vitrailliste néerlandais    | 82  | (nl)   |
| 10 octobre | René Lucot             | Réalisateur et scénariste français                           | 95  |        |
| 12 octobre | Jim Cairns             | Homme politique australien                                   | 89  |        |
| 14 octobre | Mohamed Basri          | ancien opposant socialiste marocain                          | 73  |        |
| 14 octobre | François Béranger      | Chanteur libertaire français                                 | 66  |        |
| 14 octobre | Léon Schwartzenberg    | cancérologue français                                        | 79  |        |
| 15 octobre | Yves Ravaleu           | coureur cycliste français                                    | 58  |        |
| 16 octobre | László Papp            | boxeur hongrois                                              | 77  |        |
| 16 octobre | Ahmed el-Alami         | magistrat marocain et président de chambre à la Cour Suprême | 64  |        |
| 17 octobre | Janice Rule            | actrice américaine                                           | 72  |        |
| 19 octobre | Guy Rolfe              | acteur anglais                                               | 91  |        |
| 20 octobre | Jack Elam              | acteur américain                                             | 84  |        |
| 21 octobre | Fred Berry             | Acteur américain                                             | 52  |        |
| 21 octobre | Elliott Smith          | Musicien américain                                           | 34  |        |
| 23 octobre | Tony Capstick (en)     | Acteur britannique                                           | 59  |        |
| 23 octobre | Hiroshi Yoshimura      | compositeur et musicien japonais                             | 63  | (en)   |
| 23 octobre | Song Meiling           | chinoise, épouse de Tchang Kaï-chek                          | 105 |        |
| 24 octobre | Jean-Claude Vajou      | journaliste politique français                               | 74  |        |
| 26 octobre | Elem Klimov            | Réalisateur russe                                            | 70  |        |
| 27 octobre | Mohamed Kacimi         | Peintre marocain                                             | 60  |        |
| 28 octobre | Noël Sinibaldi         | Footballeur français.                                        | 83  |        |
| 29 octobre | Jaime Castillo Velasco | avocat, philosophe et homme politique chilien                | 89  |        |
| 29 octobre | Hal Clement            | écrivain américain                                           | 81  |        |
| 29 octobre | Franco Corelli         | ténor italien                                                | 82  |        |
| 29 octobre | Fermín Murillo         | matador espagnol                                             | 68  |        |
| 30 octobre | André Poirson          | peintre et sculpteur français                                | 83  |        |